# Thecobathra
Thecobathra is een geslacht van vlinders van de familie stippelmotten (Yponomeutidae).

## Soorten
- T. acropercna Edward Meyrick, 1922
- T. anas Stringer, 1930
- T. argophanes Edward Meyrick, 1907
- T. casta Edward Meyrick, 1907
- T. delias Edward Meyrick, 1913
- T. dilechria Bradley, 1982
- T. eta S. Moriuti, 1963
- T. kappa S. Moriuti, 1963
- T. kurokoi S. Moriuti, 1982
- T. lambda S. Moriuti, 1963
- T. nakaoi S. Moriuti, 1965
- T. nivalis S. Moriuti, 1971
- T. sororiata S. Moriuti, 1971
- T. yasudai S. Moriuti, 1965